# Moral de la Reina
Moral de la Reina település Spanyolországban, Valladolid tartományban. Moral de la Reina Tamariz de Campos, Villanueva de San Mancio, Medina de Rioseco, Berrueces de Campos, Palazuelo de Vedija, Aguilar de Campos, Ceinos de Campos és Cuenca de Campos községekkel határos. Lakosainak száma 146 fő (2024).

## Népesség
A település népessége az utóbbi években az alábbiak szerint változott:
| Lakosok száma | 224  | 245  | 208  | 202  | 208  | 194  | 169  | 148  | 151  | 146  |
|               | 2001 | 2004 | 2007 | 2009 | 2012 | 2014 | 2017 | 2019 | 2022 | 2024 |